# Nagy Sándor (irodalomtörténész, 1858–1886)
Nagy Sándor (Füzesgyarmat, 1858. november 15. – Budapest, 1886. június 20.) irodalomtörténész, bölcseleti doktor, okleveles tanár és a Magyar Nemzeti Múzeumi Könyvtár gyakornoka.

## Élete
Szerény anyagi viszonyok között kezdte meg gimnáziumi tanulmányait Békésen, majd Késmárkon folytatta, ahonnét fényes eredményű vizsgálattal ment a fővárosba, hogy bölcseleti tanulmányait folytassa. Különösen az irodalomtörténetből, történelemből és ennek segédtudományaiból képezte magát. Mint végzett egyetemi bölcselethallgatót a Magyar Nemzeti Múzeumi Könyvtárnál gyakornokként alkalmazták és a kézirati gyűjteményhez osztották be, ahol nagy tevékenységet fejtett ki és egész lelkesedéssel hozzá fogott a könyvtártudományi, kézirattani és bibliográfiai ismeretek elsajátításához, melyekben igen szép haladást tett. Rendszeres kivonatokat és indexeket készített a Petzhold-féle Anzeiger für Bibliographie und Bibliothekwissenschaft és a Naumann-féle Serapeum című bibliográfiai és könyvtártudományi szakfolyóiratok 40, illetőleg 30 éves folyamaihoz, melyeknek a könyvtár igen jó hasznát vette. A Magyar Könyv-Szemlének öt évig szorgalmas belmunkatársa volt. Meghalt 1886. június 20-án Budapesten véletlen baleset (a Szent Gellért hegyéről lebukás) következtében.
Cikkei a Magyar Könyv-Szemlében (1883. Horvát István kéziratai a Magyar Nemzeti Múzeumban); a Turulban (1883. Heraldikai és sphragistikai kéziratok a Magyar Nemzeti Múzeum könyvtárában); a Ludovika Akadémia Közlönyében (1884. Hadügyünk állapota I. Lajos korában 1342-1382.); az Egyetemes Philologiai Közlönyben (1885. Adalékok a XVI-XVII. századi elbeszélő költészetünk irodalmához, 1886. könyvism., 1887. Gyöngyösi István műfordításai); a Művészeti Szemlében (1885. A népmysteriumok kérdése); az Irodalomtörténeti Közleményekben (1895. A tanodai dráma előzményei hazánkban, közli hátrahagyott irataiból testvére Nagy Lajos).

## Művei
- Sztárai Mihály élete és művei. Irodalomtörténeti tanulmány. Budapest, 1883. (Ism. P. Napló 239., Egyetértés 241. sz., Egyet. Philol. Közlöny).
- Hazai tanodai drámák a m. n. múzeum könyvtárában. Budapest, 1883. (Különnyomat a M. Könyv-Szemléből. Németül az Ungar. Revuben).
- Szombatos-codexek. Budapest, 1884. (Értekezések a nyelv- és széptud. köréből XII. 2.).